# Paracytheroma ventrosinuosa
Paracytheroma ventrosinuosa is een mosselkreeftjessoort uit de familie van de Cytheromatidae. De wetenschappelijke naam van de soort is voor het eerst geldig gepubliceerd in 1989 door Zhao & Whatley.